# Good Charlotte
Good Charlotte je název americké pop punkové hudební skupiny, založené v roce 1996. Skupinu založila dvojčata Joel Ryan Rueben Madden a Benji Levi Madden a Billy Martin, Paul Anthony Thomas, Dean Butterworth v Marylandu ve Spojených státech amerických.
Kapela dostala jméno podle stejnojmenné dětské knížky, ačkoli ji nikdo z nich nikdy nečetl. První vystoupení skupiny proběhlo v sousedově sklepě, kam přišlo zhruba 20 lidí. Později, kdy se k Benjimu, Joelovi a Paulovi přidal kytarista Billy, byla kapela kompletní. Roku 2000 vydala skupina album s názvem Good Charlotte. Druhé album The Young and the Hopeless, vydané roku 2002, mělo velký úspěch po celém světě. Na podzim roku 2004 vyšlo CD The Chronicles of Life and Death (ve třech verzích). V roce 2007 vyšla deska s názvem Good Morning Revival, která měla velký úspěch, zároveň si ale vysloužila spoustu kritiky jak od fanoušků, tak od hudebních kritiků. Texty i hudbu si skládají sami. Texty píše většinou Joel a Benji hudbu. Oba bratři zmiňují jako svůj největší vzor skupinu Rancid a Benji se dokonce objevuje v klipu k písni "Fall Back Down od této skupiny.
V červnu 2017 se Good Charlotte zastavili v Praze, toto vystoupení bylo součástí turné k desce Youth Authority.

## Diskografie

### Dema
- Demo 1 (1997)
- Demo 2 (1998)

### Studiova alba
| Datum vydání      | Název                            | Vydal                         | U.S. Billboard 200 | U.S. Sales         | UK Albums Chart | UK Sales        | ARIA Albums Chart |
| 26. září 2000     | Good Charlotte                   | Epic Records Daylight Records | 185                | Zlatá deska        | 194             | -               | -                 |
| 1. října 2002     | The Young and the Hopeless       | Epic Records Daylight Records | 7                  | 3× Platinová deska | 15              | Platinová deska | 9                 |
| 5. října 2004     | The Chronicles of Life and Death | Epic Records Daylight Records | 3                  | Platinová deska    | 8               | Zlatá deska     | 1                 |
| 27. března 2007   | Good Morning Revival             | Epic Records Daylight Records | 7                  | TBA                | 13              | TBA             | 5                 |
| 2. listopadu 2010 | Cardiology                       | Capitol Records               | 31                 | -                  | 63              | -               | 3                 |
| 15. července 2016 | Youth authority                  | MDDN, Cobalt Music Group      | 23                 |                    |                 | 13              | 1                 |

### EP
- Another EP (2000)
- GC EP (2000)

### Koncertní alba
- Bootlegs (2004)

## Videografie
- Good Charlotte Video Collection (2003)
- Live At Brixton (5. říjen 2004)
- Fast Future Generation (19. prosinec 2006)

## Složení kapely
- Joel Madden - vokalista, kytarista
- Benji Madden - kytarista, vokalista
- Billy Martin - kytarista, klávesy, vokalista
- Paul Thomas - baskytarista
- Dean Butterworth - bubeník